# George Farquhar

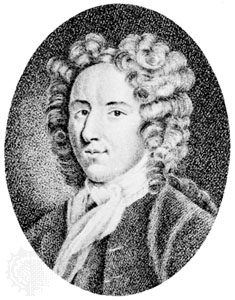
George Farquhar

George Farquhar (Derry, 1678 — Londres, 29 de Abril de 1707) foi um Dramaturgo irlandês.
Após ter estudado no Trinitty College de Dublin, que deixou quando da morte de seu protetor, o Arcebispo Wiseman, de Dromore, em 1695, foi corretor de provas e depois ator (por pouco tempo e sem muito sucesso). Foi então para Londres, onde, aconselhado por seu amigo Robert Wilkes, passou a escrever comédias.
Em 1698, sua primeira peça chamada Amor e uma garrafa, foi representada com sucesso. Seguiram-se Um casal feliz, ou uma viagem ao jubileu, de 1699, Sir Harry Wildair, de 1701 e A diligência, de 1704.
As duas obras mais importantes de Farquhar são: O oficial do recrutamento, de 1706 e  O fino estratagema, de 1707.